# Sindromul nefrotic
Aceasta includ prezența proteinelor în urină, niveluri scăzute de albumină din sânge, niveluri de lipide ridicate în sânge și edeme semnificative.  Alte simptome pot include creșterea în greutate, senzația de oboseală și urina spumoasă.  Complicațiile pot include cheaguri de sânge, infecții și tensiune arterială ridicată .  
Printre cauze se pot include anumite boli de rinichi cum ar fi glomeruloscleroza focală segmentală, nefropatia membranoasă și boala cu schimbare minoră.  Poate apărea și ca o complicație a diabetului sau lupusului  Mecanismul de bază implică de obicei afectarea glomerulilor rinichiului.  Diagnosticul se bazează, de regulă, pe testarea urinei și uneori biopsia renală .  Diferă de sindromul nefritic prin faptul că nu există globule roșii în urină.  
Tratamentul este îndreptat către cauza de bază.  Alte eforturi includ gestionarea tensiunii arteriale ridicate, colesterolul crescut și riscul de infecție.  Este deseori recomandată o dietă săracă cu săruri și lichide limitate.  Aproximativ 5 la 100.000 de persoane sunt afectate pe an.   Cauza de bază uzuală variază între copii și adulți.  

## Semne și simptome

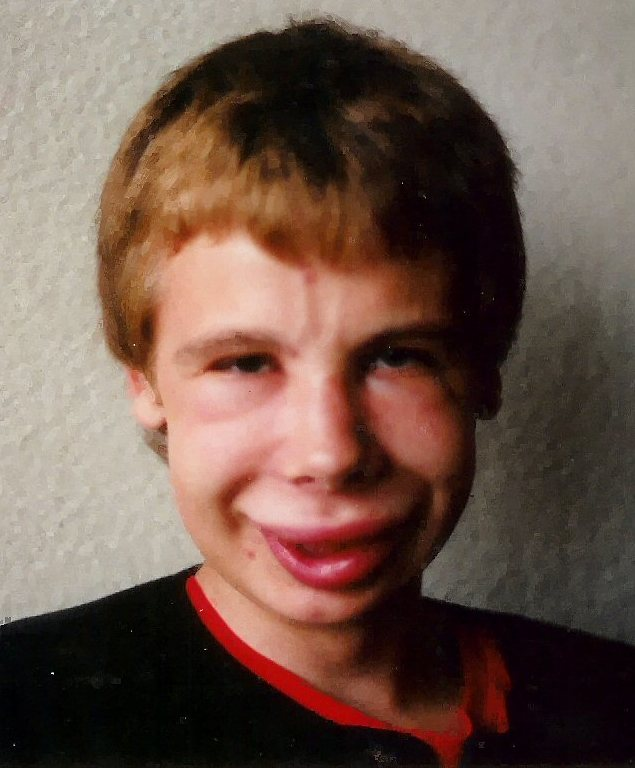
Sindromul nefrotic este de obicei însoțit de retenția de apă și sodiu. Gradul în care se întâmplă acest lucru poate varia între edem ușor la nivelul pleoapelor care scade în timpul zilei, la afectarea membrelor inferioare, la umflarea generalizată, până la anasarcă completă.

Sindromul nefrotic se caracterizează prin cantități mari de proteinurie (> 3,5 g per 1,73  m 2 de suprafață corporală pe zi,  sau > 40  mg pe metru pătrat de suprafață corporală, pe oră, la copii), hipoalbuminemie (<2,5 g / dl), hiperlipidemie și edem care începe la nivelul feței. Lipiduria (lipide în urină) poate să apară și ea, dar nu este esențială pentru diagnosticul sindromului nefrotic. Hiponatremia apare și cu o excreție fracțională scăzută de sodiu . 
Hiperlipidemia este cauzată de doi factori: 
- Hipoproteinemia stimulează sinteza proteinelor în ficat, ducând la o supraproducție de lipoproteine .
- Catabolismul lipidic este scăzut datorită nivelului mai scăzut de lipoproteină lipază, principala enzimă implicată în descompunerea lipoproteinei. [6] Cofactorii, cum ar fi apolipoproteina C2 se pot pierde și prin filtrarea crescută a proteinelor.

Alte câteva caracteristici observate în sindromul nefrotic sunt: 
- Cel mai frecvent semn este excesul de lichid în organism datorită hipoalbuminemiei serice. Presiunea oncotică serică inferioară determină acumularea de lichide în țesuturile interstițiale. Retenția de sodiu și apă agravează edemul. Aceasta poate avea mai multe forme: 
  - Pungi în jurul ochilor, caracteristic dimineața.
  - Edemul picioarelor .
  - Lichid în cavitatea pleurală care provoacă revărsat pleural. Mai frecvent asociat cu excesul de lichid este edemul pulmonar.
  - Fluid în cavitatea peritoneală provocând ascită .
  - Edem generalizat în tot corpul cunoscut sub numele de anasarca .
- Majoritatea persoanelor cu sindrom neforitic sunt normotensive, dar poate apărea și hipertensiune arterială .
- Anemia (tip hipocromic rezistent la fier) poate fi prezentă din cauza pierderilor de transferină.
- Dispneea poate fi prezentă datorită revărsării pleurale sau datorită compresiei diafragmatice cu ascită.
- Rata de sedimentare a eritrocitelor este crescută datorită creșterii fibrinogenului și a altor conținuturi plasmatice.
- Unele persoane pot observa urină spumoasă sau spumoasă, din cauza scăderii tensiunii superficiale de către proteinuria severă. Plângerile urinare reale, cum ar fi hematuria sau oliguria sunt mai puțin frecvente, deși acestea sunt văzute frecvent în sindromul nefritic .
- Poate avea caracteristici ale cauzei de bază, cum ar fi erupția cutanată asociată cu lupusul eritematos sistemic sau neuropatia asociată diabetului .
- Examinarea ar trebui să excludă și alte cauze ale edemului grosier — special sistemul cardiovascular și cel hepatic .
- Unghiile lui Muehrcke ; linii albe (leukonychia) care se extind până la nivelul unghiei și se întind paralel cu lunula [7]

Principalele semne ale sindromului nefrotic sunt: 
- O proteinurie mai mare de 3,5 g / 24 h / 1,73 m 2 (între 3 și 3,5 g / 24 h / 1,73 m 2 este considerată a fi proteinurie în intervalul nefrotic) sau mai mare de 40   mg / h / m 2 la copii. [9] [10] Raportul dintre concentrațiile urinare de albumină și creatinină poate fi utilizat în absența unui test de urină de 24 de ore pentru proteine totale. Acest coeficient va fi mai mare de 200-400   mg / mmol în sindromul nefrotic. Această pierdere pronunțată de proteine se datorează creșterii permeabilității glomerulare care permite proteinelor să treacă în urină în loc să fie reținute în sânge. În condiții normale, o probă de urină de 24 de ore nu trebuie să depășească 80 miligrame sau 10 miligrame pe decilitru. [11]
- O hipoalbuminemie mai mică de 2,5 g / dL,  care depășește nivelul clearance-ului hepatic, adică sinteza de proteine în ficat este insuficientă pentru a crește nivelul scăzut de proteine din sânge.
- Edemul este considerat a fi cauzat de două mecanisme. Prima este hipoalbuminemia care scade presiunea oncotică în vasele care duce la hipovolemie și la activarea ulterioară a sistemului renină-angiotensină și, prin urmare, la reținerea de sodiu și apă. În plus, se crede că albumina provoacă un efect direct asupra canalului epitelial de sodiu (ENaC) asupra celulei principale care duce la reabsorbția sodiului și a apei. Edemul sindromului nefrotic apare inițial în părți ale corpului inferior (cum ar fi picioarele) și în pleoape. În stadiile avansate se extinde și la cavitatea pleurală și peritoneu (ascită) și se poate dezvolta chiar într-o anasarcă generalizată.
- Hiperlipidemia este cauzată de o creștere a sintezei lipoproteinelor cu densitate mică și foarte mică în ficat care sunt responsabile pentru transportul colesterolului și al trigliceridelor . Există, de asemenea, o creștere a sintezei hepatice a colesterolului.
- Trombofilia, sau hipercoagulabilitatea, este o predispoziție mai mare pentru formarea cheagurilor de sânge, care este cauzată de o scădere a nivelurilor de antitrombină III în sânge, datorită pierderii în urină.
- Lipiduria sau pierderea lipidelor în urină este indică patologiei glomerulare datorită creșterii filtrării lipoproteinelor.

### Complicații
Sindromul nefrotic poate fi asociat cu o serie de complicații care pot afecta sănătatea și calitatea vieții unui individ: 
- Tulburări tromboembolice : în special cele cauzate de scăderea nivelului de antitrombină III din sânge din cauza scurgerilor. Antitrombina III combate acțiunea trombinei . Tromboza apare de obicei la nivelul venei renale, deși poate apărea și în artere. Tratamentul se face cu anticoagulante orale (nu heparină, deoarece heparina acționează prin anti-trombină 3, care se pierde în proteinurie, astfel încât va fi ineficientă. ) Hipercoagulopatia datorată extravazării lichidului din vasele de sânge (edem) este de asemenea un risc pentru tromboza venoasă.
- Infecții : Sensibilitatea crescută a persoanelor cu sindrom nefrotic la infecții poate fi rezultatul scurgerii de imunoglobuline din sânge, pierderea proteinelor în general și prezența lichidului edematos (care acționează ca loc de reproducere pentru infecții). Cea mai frecventă infecție este peritonita, urmată de infecții pulmonare, cutanate și urinare, meningoencefalită și în cazurile cele mai grave septicemie . Cele mai notabile dintre organismele cauzale sunt Streptococcus pneumoniae și Haemophilus influenzae .
- Peritonita bacteriană spontană se poate dezvolta acolo unde este prezentă ascită. Aceasta este o dezvoltare frecventă la copii, dar foarte rar întâlnită la adulți. [13]
- Insuficiență renală acută cauzată de hipovolemie : pierderea lichidului vascular în țesuturi (edem) produce o scădere a aportului de sânge la rinichi care provoacă o pierdere a funcției renale. Astfel, este o sarcină dificilă pentru a scăpa de excesul de lichid din organism, menținând în același timp euvolemia circulatorie.
- Edem pulmonar : pierderea proteinelor din plasma sanguină și scăderea consecință a presiunii oncotice determină o acumulare anormală de lichid în plămâni provocând hipoxie și dispnee .
- Hipotiroidism : deficiența de tiroxina proteinei care transportă tiroglobulina (o glicoproteină bogată în iod și care se găsește în glanda tiroidă ) datorită scăderii globulinei de legare a tiroidei.
- Poate apărea deficiență de vitamina D. Proteina de legare de vitamina D se pierde.
- Hipocalcemie : lipsa de 25-hidroxicolecalciferol (modul în care vitamina D este păstrată în organism). Deoarece vitamina D reglează cantitatea de calciu prezentă în sânge, o scădere a concentrației sale va duce la scăderea nivelului de calciu din sânge. Poate fi suficient de important pentru a provoca tetanie . Hipocalcemia poate fi relativă; Nivelurile de calciu trebuie ajustate în funcție de nivelul albuminei și trebuie verificate nivelurile ionizate de calciu.
- Anemie hipocromă microcitică : deficiență de fier cauzată de pierderea feritinei (compus folosit pentru depozitarea fierului în organism). Este rezistent la fier-terapie.
- Subnutriția proteică: aceasta apare atunci când cantitatea de proteine care se pierde în urină este mai mare decât cea ingerată, ceea ce duce la un echilibru negativ al azotului . [14] [15]
- Întârzierea creșterii : poate apărea în cazuri de recidivă sau rezistență la terapie. Cauzele retardului de creștere sunt deficitul de proteine din pierderea proteinei în urină, anorexia (aportul redus de proteine) și terapia cu steroizi (catabolism).
- Sindromul Cushing

## Cauze
Sindromul nefrotic are multe cauze și poate fi rezultatul unei boli glomerulare, care poate fi fie limitată la rinichi, numita sindrom nefrotic primar (primar glomerulonephrosis ), sau o afecțiune care afectează rinichiul și în alte părți ale corpului, numit nefrotic secundar sindrom. 

### Glomerulonefroza primară
Cauzele primare ale sindromului nefrotic sunt de obicei descrise de histologia lor: 
- Boala cu schimbare minimă (MCD): este cea mai frecventă cauză a sindromului nefrotic la copii. Acesta își datorează numele faptului că nefronii apar normali atunci când sunt priviți cu un microscop optic, deoarece leziunile sunt vizibile doar cu ajutorul unui microscop electronic . Un alt simptom este o proteinurie pronunțată.
- Glomeruloscleroza segmentară focală (FSGS): este cea mai frecventă cauză a sindromului nefrotic la adulți.  Se caracterizează prin apariția cicatrizării țesuturilor în glomeruli. Termenul focal este folosit deoarece unele dintre glomeruli au cicatrici, în timp ce altele apar intacte; termenul segmental se referă la faptul că numai o parte din glomerul suferă daunele.
- Glomerulonefrita membranoasă (MGN): inflamația membranei glomerulare provoacă scurgeri crescute la rinichi. Nu este clar de ce această afecțiune se dezvoltă la majoritatea oamenilor, deși este suspectat un mecanism auto-imunitar. [17]
- Glomerulonefrita membranoproliferativă (MPGN): este inflamația glomerulilor împreună cu depunerea anticorpilor în membranele lor, ceea ce face dificilă filtrarea.
- Glomerulonefrita rapid progresivă (RPGN): (De obicei se prezintă ca sindrom nefritic) Glomerulele unei persoane sunt prezente în formă de lună semilună . Se caracterizează clinic printr-o scădere rapidă a ratei de filtrare glomerulară (GFR) cu cel puțin 50% pe o perioadă scurtă, de obicei de la câteva zile la 3 luni. [18]

Sunt considerate „ diagnostice de excludere ”, adică sunt diagnosticate numai după ce au fost excluse cauzele secundare. 

### Glomerulonefroza secundară
Cauzele secundare ale sindromului nefrotic au aceleași modele histologice ca și cauzele primare, deși pot prezenta o diferență care sugerează o cauză secundară, cum ar fi organismele de incluziune .  Acestea sunt de obicei descrise de cauza de bază. 
- Nefropatie diabetică : este o complicație care apare la unii diabetici . Glicemia în exces se acumulează în rinichi, determinându-i să se inflameze și să nu poată îndeplini funcția lor normală. Aceasta duce la scurgerea proteinelor în urină.
- Lupusul eritematos sistemic : această boală autoimună poate afecta o serie de organe, printre care rinichii, datorită depunerii de imunocomplexe tipice acestei boli. Boala poate provoca, de asemenea, nefrită lupus .
- Sarcoidoza : Această boală nu afectează de obicei rinichii, dar, uneori, acumularea de granuloame inflamatorii (colectarea de celule imune ) în glomeruli poate duce la sindromul nefrotic.
- Sifilis : leziuni renale pot apărea în perioada secundară a acestei boli (între 2 și 8 săptămâni de la debut).
- Hepatita B : anumiți antigeni prezenți în timpul hepatitei se pot acumula în rinichi și le pot deteriora.
- Sindromul Sjögren : această boală autoimună determină depunerea de imunocomplexe în glomeruli, determinându-le să se inflameze, acesta este același mecanism ca și în lupusul eritematos sistemic.
- HIV : antigenele virusului provoacă o obstrucție a lumenului capilarului glomerular care modifică funcția normală a rinichilor.
- Amiloidoza : depunerea substanțelor amiloide (proteine cu structuri anomale) în glomeruli modificându-și forma și funcția.
- Mielom multiplu : insuficiența renală este cauzată de acumularea și precipitarea lanțurilor ușoare, care formează turnări în tubulii distali, ceea ce duce la obstrucția renală. În plus, lanțurile ușoare de mielom sunt, de asemenea, direct toxice pe tubulele renale proximale, adăugându-se în continuare disfuncția renală.
- Vasculită : inflamația vaselor de sânge la nivel glomerular împiedică fluxul sanguin normal și dăunează rinichilor.
- Cancer : așa cum se întâmplă în mielom, invazia glomerulilor de către celulele canceroase perturbă funcționarea lor normală.
- Tulburări genetice : sindromul nefrotic congenital este o afecțiune genetică rară în care proteina nefrină, componentă a barierei de filtrare glomerulară, este modificată.
- Medicamente (de exemplu, săruri de aur, penicilină, captopril ): [19] sărurile de aur pot provoca o pierdere mai mult sau mai puțin importantă de proteine în urină, ca urmare a acumulării de metale. Penicilina este nefrotoxică la persoanele cu insuficiență renală, iar captoprilul poate agrava proteinuria.

#### După modelul histologic
Nefropatie membranoasă (MN) 
- Sindromul Sjögren
- Lupusul eritematos sistemic (SLE)
- Diabetul zaharat
- Sarcoidoza
- Medicamente (cum ar fi corticosteroizi, aur, heroină intravenoasă)
- Malignitate (cancer)
- Infecții bacteriene, de exemplu lepră și sifilis
- Infecții protozoare, de exemplu malarie

Glomeruloscleroza segmentară focală (FSGS) 
- Nefroscleroza hipertensivă
- HIV [21]
- Obezitate
- Pierderea rinichilor

Boala cu schimbare minimă (MCD) 
- Droguri, în special AINS la vârstnici
- Malignitate, în special limfomul Hodgkin
- Alergie
- intepatura de albina

Glomerulonefrita membranoproliferativă 
- Hepatita C

### Genetică
Peste 50 de mutații sunt cunoscute ca fiind asociate cu această afecțiune. 

## Fiziopatologie
Glomerul renal filtrează sângele care ajunge la rinichi . Este format din capilare cu pori mici care permit trecerea moleculelor mici care au o greutate moleculară mai mică de 40.000 Daltoni,  dar nu și macromolecule mai mari, cum ar fi proteinele. 
În sindromul nefrotic, glomerulii sunt afectați de o inflamație sau de o hialinizare (formarea unui material cristalin omogen în interiorul celulelor) care permite proteine precum albumină, antitrombină sau imunoglobuline să treacă prin membrana celulară și să apară în urină. 
Albumina este principala proteină din sânge care este capabilă să mențină o presiune oncotică, ceea ce împiedică scurgerea lichidului în mediul extracelular și formarea ulterioară a edemelor. 
Ca răspuns la hipoproteinemie, ficatul începe un mecanism compensator care implică sinteza proteinelor, cum ar fi macroglobulina alfa-2 și lipoproteinele .  O creștere a acestora din urmă poate provoca hiperlipidemia asociată cu acest sindrom. 

## Diagnostic
Odată cu obținerea unui istoric medical complet, sunt necesare o serie de teste biochimice pentru a ajunge la un diagnostic precis care verifică prezența bolii. În plus, imaginea rinichilor (pentru structura și prezența a doi rinichi) este uneori efectuată și / sau o biopsie a rinichilor. Primul test va fi o analiză urinară pentru a testa niveluri ridicate de proteine,  deoarece un subiect sănătos excretă o cantitate nesemnificativă de proteine în urina lor. Testul va implica o estimare a proteinei totale de 24 de ore pe noptieră. Proba de urină este testată pentru proteinurie (> 3,5 g pe 1,73 m 2 pe 24 ore). Este, de asemenea, examinat pentru distribuțiile urinare, care sunt mai mult o caracteristică a nefritei active. În continuare, un panou de sânge, panou metabolic complet (CMP) va căuta hipoalbuminemie : niveluri de albumină ≤2,5 g / dL (normal = 3,5-5 g / dL). Apoi, un test de clearance-ul Creatininei C <sub id="mwAbk">Cr</sub> va evalua funcția renală, în special capacitatea de filtrare glomerulară.  Formarea creatininei este rezultatul descompunerii țesutului muscular, este transportată în sânge și eliminată în urină. Măsurarea concentrației de compuși organici în ambele lichide evaluează capacitatea glomerulilor de a filtra sângele. Electrolitele și nivelul ureei pot fi, de asemenea, analizate în același timp cu creatinina (testul EUC) pentru a evalua funcția renală. Un profil lipidic va fi, de asemenea, realizat ca niveluri ridicate de colesterol ( hipercolesterolemie ), în mod special LDL crescut, de obicei, cu VLDL concomitent crescut, este indică a sindromului nefrotic. 
O biopsie renală poate fi, de asemenea, utilizată ca metodă de testare mai specifică și invazivă. Un studiu al patologiei anatomice a unui eșantion poate permite apoi identificarea tipului de glomerulonefrită implicată.  Cu toate acestea, această procedură este rezervată de obicei adulților, deoarece majoritatea copiilor suferă de o boală cu modificări minime, care are o rată de remisie de 95% cu corticosteroizi .  De obicei, o biopsie este indicată doar copiilor rezistenți la corticosteroizi, deoarece majoritatea suferă de glomeruloescleroză segmentară.  
Anchete suplimentare sunt indicate dacă cauza nu este clară, inclusiv analiza markerilor auto-imuni ( ANA, ASOT, C3, crioglobuline, electroforeză serică ) sau ecografie a întregului abdomen. 

### Clasificare
O clasificare largă a sindromului nefrotic bazată pe cauza de bază: 
 Sindromul nefrotic este adesea clasificat histologic: 

### Diagnostic diferențiat
Unele simptome care sunt prezente în sindromul nefrotic, cum ar fi edemul și proteinuria, apar și în alte boli. Prin urmare, alte patologii trebuie excluse pentru a ajunge la un diagnostic definitiv. 
- Edem: pe lângă sindromul nefrotic există alte două tulburări care se prezintă adesea cu edem; acestea sunt insuficiență cardiacă și insuficiență hepatică . [29] Insuficiența cardiacă congestivă poate provoca retenție de lichid în țesuturi ca urmare a scăderii rezistenței contracțiilor ventriculare. Lichidul este concentrat inițial în glezne, dar ulterior se generalizează și se numește anasarca. [30] Persoanele cu insuficiență cardiacă congestivă prezintă, de asemenea, o umflare anormală a cardiomegaliei cardiace, care ajută la realizarea unui diagnostic corect. Presiunea venoasă jugulară poate fi, de asemenea, ridicată și poate fi posibil să auziți murmururi ale inimii. O ecocardiogramă este metoda de investigare preferată pentru aceste simptome. Insuficiența hepatică cauzată de ciroză, hepatită și alte afecțiuni precum alcoolismul, consumul de droguri IV sau unele boli ereditare pot duce la umflarea extremităților inferioare și a cavității abdominale. Alte simptome însoțitoare sunt icterul, venele dilatate peste ombilic ( caput medusae ), urme de zgârietură (datorate mâncărimilor răspândite, cunoscute sub numele de prurit ), splina mărită, angiomata de păianjen, encefalopatie, vânătăi, ficat nodular și anomalii în testele funcției hepatice. [31] Mai puțin frecvent trebuie reduse simptomele asociate cu administrarea anumitor medicamente farmaceutice. Aceste medicamente promovează reținerea lichidului în extremități, cum ar fi cu AINS, unele medicamente antihipertensive, corticosteroizii suprarenali și hormonii sexuali .

Suprasolicitarea acută de lichide poate provoca edem la cineva cu insuficiență renală. Se știe că aceste persoane au insuficiență renală și fie au băut prea mult, fie au ratat dializa. În plus, atunci când cancerul metastatic se răspândește în plămâni sau abdomen, provoacă efuzii și acumularea de lichide din cauza obstrucției vaselor și venelor limfatice, precum și exudarea seroasă. 
- Proteinurie: pierderea proteinelor din urină este cauzată de mulți agenți patologici și infecția de către acești agenți trebuie exclusă înainte de a putea fi sigur că o persoană are sindrom nefrotic. Mielomul multiplu poate provoca o proteinurie care nu este însoțită de hipoalbuminemie, ceea ce este un ajutor important în realizarea unui diagnostic diferențial;  Alte cauze potențiale ale proteinuriei includ astenia, scăderea în greutate sau durerile osoase . În diabetul zaharat există o asociere între creșterea nivelului de hemoglobină glicată și apariția proteinuriei. [32] Alte cauze sunt amiloidoza și anumite alte boli alergice și infecțioase.

## Tratament
Tratamentul sindromului nefrotic poate fi simptomatic sau poate aborda direct leziunile cauzate de rinichi. 

### Simptomatic
Obiectivul acestui tratament este de a trata dezechilibrele aduse de boală:  edem, hipoalbuminemie, hiperlipemie, hiperocoagulabilitate și complicații infecțioase. 
- Edem : revenirea la o stare neumblată este obiectivul principal al acestui tratament al sindromului nefrotic. Se realizează prin combinarea mai multor recomandări: 
  - Odihnă: în funcție de gravitatea edemului și luând în considerare riscul de tromboză cauzată de repaus prelungit în pat. [34]
  - Terapia nutrițională medicală : bazată pe o dietă cu aportul energetic corect și echilibrul proteinelor care vor fi utilizate în procesele de sinteză și nu ca sursă de calorii. În mod normal, este recomandat un total de 35 kcal / kg greutate corporală / zi. [35] Această dietă ar trebui să respecte, de asemenea, alte două cerințe: prima este să nu consumăm mai mult de 1 g de proteine / kg greutate corporală / zi,  deoarece o cantitate mai mare ar putea crește gradul de proteinurie și poate provoca un echilibru negativ de azot. [15] Oamenilor li se recomandă de obicei tăieri slabe de carne, pește și păsări de curte. Al doilea ghid necesită ca cantitatea de apă ingerată să nu fie mai mare decât nivelul diurezei . Pentru a facilita acest lucru, consumul de sare trebuie controlat, deoarece contribuie la reținerea apei. Este recomandabil să restricționați ingestia de sodiu la 1 sau 2 g / zi, ceea ce înseamnă că nu se poate folosi sare în gătit și că, de asemenea, trebuie evitate alimentele sărate. [36] Alimentele bogate în sodiu includ amestecuri de condimente (sare de usturoi, Adobo, sare de sezon, etc.) supe de conserve, legume conservate care conțin sare, carne de prânz, inclusiv curcan, șuncă, bologna și salam, alimente preparate, mâncăruri rapide, sos de soia, ketchup, și pansamente cu salată. Pe etichetele alimentare, comparați miligrame de sodiu cu calorii pe porție. Sodiul trebuie să fie mai mic sau egal cu caloriile pe porție.
  - Medicamente : Tratamentul farmacologic al edemului se bazează pe medicamente diuretice (în special diuretice cu buclă, cum ar fi furosemidul ). În cazuri grave de edem (sau în cazuri cu repercusiuni fiziologice, cum ar fi edemul scrotal, preputial sau uretral ) sau în peoeple cu una dintre mai multe infecții severe (cum ar fi sepsis sau revărsat pleural ), diureticele pot fi administrate intravenos . Acest lucru apare atunci când riscul de expansiune plasmatică [37] este considerat mai mare decât riscul de hipovolemie severă, care poate fi cauzată de acțiunea diuretică puternică a tratamentului intravenos. Procedura este următoarea:

1. Analizați nivelurile de hemoglobină și hematocrit .
2. Se folosește o soluție de albumină 25% care se administrează doar 4 ore pentru a evita edemul pulmonar.
3. Nivelurile de hemoglobină și hematocrit sunt analizate din nou: dacă valoarea hematocritului este mai mică decât valoarea inițială (semn de expansiune corectă), diureticele sunt administrate timp de cel puțin 30 de minute. Dacă nivelul de hematocrit este mai mare decât cel inițial, aceasta este o contraindicație pentru utilizarea diuretice, deoarece acestea ar crește valoarea menționată.

Poate fi necesar să oferiți unei persoane potasiu sau să necesitați o modificare a obiceiurilor alimentare dacă medicamentul diuretic provoacă hipokaliemie ca efect secundar.
- Hipoalbuminemia : este tratată folosind terapia nutrițională medicală descrisă ca tratament pentru edem. Include un aport moderat de alimente bogate în proteine animale. [38]
- Hiperlipidemie : în funcție de gravitatea afecțiunii, poate fi tratată cu terapia de nutriție medicală ca singur tratament sau combinată cu terapia medicamentoasă. Ingestia de colesterol trebuie să fie mai mică de 300   mg / zi, [35] ceea ce va necesita trecerea la alimentele cu conținut scăzut de grăsimi saturate . [39] Evitați grăsimile saturate, cum ar fi untul, brânza, alimentele prăjite, tăieturile grase de carne roșie, gălbenușurile de ou și pielea de pasăre. Creșteți aportul de grăsimi nesaturați, inclusiv ulei de măsline, ulei de canola, unt de arahide, avocado, pește și nuci. În cazurile de hiperlipidemie severă care nu răspunde terapiei nutriționale, poate fi necesară utilizarea medicamentelor hipolipidemice (acestea includ statine, fibrați și secușori rășinoși ai acizilor biliari ). [40]
- Trombofilia : heparina cu greutate moleculară mică (LMWH) poate fi adecvată pentru utilizare ca profilactic în unele circumstanțe, cum ar fi la persoanele asimptomatice care nu au antecedente de suferință de tromboembolism.  [41] Când trombofilia este astfel încât duce la formarea cheagurilor de sânge, heparina este administrată timp de cel puțin 5 zile împreună cu anticoagulante orale (OAC). În acest timp și dacă timpul de protrombină este în intervalul său terapeutic (între 2 și 3), [42] poate fi posibilă suspendarea LMWH, menținând OAC-urile timp de cel puțin 6 luni. [43]
- Complicații infecțioase : în conformitate cu agentul infecțios, se poate lua un curs adecvat de medicamente antibacteriene .

Pe lângă aceste dezechilibre cheie, vitamina D și calciu sunt, de asemenea, administrate pe cale orală, în cazul în care modificarea vitaminei D provoacă o hipocalcemie severă, acest tratament are scopul de a restabili nivelurile fiziologice de calciu la persoană. 
- Realizarea unui control mai bun al nivelului glicemiei dacă persoana este diabetică.
- Controlul tensiunii arteriale . Inhibitorii ACE sunt medicamentul ales. Independent de efectul lor de scădere a tensiunii arteriale, s-a demonstrat că scade pierderea de proteine.

### Afectarea rinichilor
Tratamentul leziunilor renale poate inversa sau întârzia evoluția bolii.  Afectarea rinichilor este tratată prin prescrierea medicamentelor: 
- Corticosteroizi : rezultatul este o scădere a proteinuriei și a riscului de infecție, precum și o rezolvare a edemului. [45] Prednisonul este de obicei prescris la o doză de 60   mg / m2 de suprafața corporală / zi, într - un prim tratament timp de 4-8 săptămâni. După această perioadă, doza se reduce la 40   mg / m2 pentru încă 4 săptămâni. Persoanele care suferă o recidivă sau copiii sunt tratate cu prednisolon 2   mg / kg / zi până când urina devine negativă pentru proteine. Apoi, 1.5   mg / kg / zi timp de 4 săptămâni. Recidive frecvente tratate de: ciclofosfamidă sau muștar de azot sau ciclosporină sau levamisol . Oamenii pot răspunde prednisonului într-o serie de moduri diferite: 
  - Persoanele cu steroizi sensibili la corticosteroizi sau cu răspuns precoce: subiectul răspunde la corticosteroizi în primele 8 săptămâni de tratament. Acest lucru este demonstrat de o diureză puternică și dispariția edemelor, precum și de un test negativ pentru proteinurie în trei probe de urină prelevate în timpul nopții.
  - Persoane cu corticosteroizi rezistenți sau cu reacție tardivă la steroizi: proteinuria persistă după 8 săptămâni de tratament. Lipsa de răspuns este indică gravitatea afectării glomerulare, care s-ar putea transforma în insuficiență renală cronică.
  - Persoanele cu intoleranță la corticosteroizi   : apar complicații precum hipertensiunea arterială și câștigă multă greutate și pot dezvolta necroză aseptică sau avasculară la șold sau genunchi, [46] cataracte și fenomene trombotice și / sau embolii .
  - Persoanele cu corticosteroizi dependenți   : proteinuria apare atunci când doza de corticosteroid este scăzută sau există o recidivă în primele două săptămâni după finalizarea tratamentului.

Testarea susceptibilității in vitro la glucocorticoizi pe celulele mononucleare din sângele periferic al persoanei este asociată cu numărul de noi cazuri de răspunsuri clinice nu optime: persoanele cele mai sensibile in vitro au arătat un număr mai mare de cazuri de corticodependență, în timp ce cele mai rezistente în vitro a prezentat un număr mai mare de cazuri de terapie ineficientă. 
- Imunosupresoare ( ciclofosfamidă ): indicate doar în sindromul nefrotic recurent la persoanele dependente de corticosteroizi sau intoleranți. În primele două cazuri, proteinuria trebuie negată înainte de a începe tratamentul cu imunosupresor, ceea ce implică un tratament prelungit cu prednison. Negarea proteinuriei indică momentul exact când poate începe tratamentul cu ciclofosfamidă. Tratamentul este continuat timp de 8 săptămâni la o doză de 3   mg / kg / zi, imunosupresia este oprită după această perioadă. Pentru a putea începe acest tratament, persoana nu trebuie să sufere de neutropenie și nici anemie, ceea ce ar provoca complicații suplimentare. Un posibil efect secundar al ciclofosfamidei este alopecia . În timpul tratamentului se efectuează teste complete ale hemoragiei pentru a avertiza în prealabil cu privire la o posibilă infecție.

## Prognostic
Prognosticul pentru sindromul nefrotic sub tratament este în general bun, deși acest lucru depinde de cauza care stă la baza, vârsta persoanei și răspunsul acestora la tratament. De obicei este bun la copii, deoarece boala cu modificări minime răspunde foarte bine la steroizi și nu provoacă insuficiență renală cronică . Orice recidive care apar devin mai puțin frecvente în timp;  opusul apare cu glomerulonefrita mesangiocapilară, în care rinichiul nu reușește în termen de trei ani de la dezvoltarea bolii, ceea ce face necesară dializa și ulterior transplantul de rinichi .  În plus, copiii cu vârsta sub 5 ani au, în general, un prognostic mai slab decât prepubescenții, la fel ca și adulții mai mari de 30 de ani, deoarece au un risc mai mare de insuficiență renală. 
Alte cauze, cum ar fi glomeruloscleroza segmentară focală duc frecvent la boala renală în stadiu final . Factorii asociați cu un prognostic mai slab în aceste cazuri includ nivelul proteinuriei, controlul tensiunii arteriale și funcția renală ( GFR ). 
Fără tratament sindromul nefrotic are un prognostic foarte rău, în special progresând rapid glomerulonefrita, ceea ce duce la insuficiență renală acută după câteva luni. 

## Epidemiologie
Sindromul nefrotic poate afecta orice vârstă, deși se găsește în principal la adulții cu un raport dintre adulți și copii între 26 și 1. 
Sindromul se prezintă în moduri diferite în cele două grupuri: glomerulopatia cea mai frecventă la copii este boala cu schimbare minimă (66% din cazuri), urmată de glomeruloscleroză segmentară focală (8%) și glomerulonefrită mesangiocapilară (6%).  La adulți, cea mai frecventă boală este glomerulonefrita mesangiocapilară (30-40%), urmată de glomeruloescleroza focală și segmentară (15-25%) și boala cu schimbare minimă (20%). Acestea din urmă se prezintă de obicei la fel de secundar și nu primar, așa cum apare la copii. Principala sa cauză este nefropatia diabetică.  De obicei se prezintă la o persoană de la 40 de ani sau 50 de ani. Din cazurile de glomerulonefrită aproximativ 60% până la 80% sunt primare, în timp ce restul sunt secundare. 
Există, de asemenea, diferențe de epidemiologie între sexe, boala este mai frecventă la bărbați decât la femei cu un raport de 2 la 1. 
Datele epidemiologice dezvăluie, de asemenea, informații cu privire la modul cel mai frecvent de apariție a simptomelor la persoanele cu sindrom nefrotic:  remisiunea spontană are loc în până la 20% sau 30% din cazuri în primul an de boală. Cu toate acestea, această îmbunătățire nu este definitivă, întrucât aproximativ 50% până la 60% dintre persoanele cu sindrom nefrotic mor și / sau dezvoltă insuficiență renală cronică la 6 până la 14 ani după această remisie. Pe de altă parte, între 10% și 20% dintre persoane au episoade continue de remisiuni și recidive fără a muri sau a pune în pericol rinichiul. Principalele cauze ale decesului sunt cardiovasculare, ca urmare a cronicității sindromului și a accidentelor tromboembolice. 